# TV5 Mongolia
TV5 Mongolia o TV5, es una estación de televisión de Mongolia.
La televisora trabaja conjuntamente con la Mongolian National Broadcaster (Radiodifusora Nacional Mongoliana). Se financia mediante publicidad y subsidios otorgados por el gobierno. Sus programas pueden estar disponibles en vivo a través de su página web previo pago de una cuota. Este servicio es principalmente usado por la diáspora mongoliana. 